# Ernst Kleinert
Ernst Kleinert (* 23. März 1952 in Düren) ist ein deutscher Mathematiker und Philosoph.

## Werden
Nach den ersten vier Jahren auf der damaligen Volksschule Düren-Ost machte er am Stiftischen Gymnasium Düren sein Abitur. Er absolvierte danach ein Studium der Mathematik an der Universität zu Köln. Dort wurde er 1981 mit seiner Dissertation Zur Einheitentheorie ganzzahliger Gruppenringe bei Herbert Benz promoviert. Später war er Gastprofessor u. a. in Edmonton/Kanada. Derzeit lehrt er als Privatdozent an der Universität Hamburg. Kleinerts mathematisches Interesse gilt der Linearen Algebra und der Zahlentheorie.

## Das Werk
Das Werk von Ernst Kleinert umfasst sowohl mathematische als auch mathematisch-philosophische Arbeiten.

### Philosophie der Mathematik
Das Hauptwerk Kleinerts im Bereich der Philosophie der Mathematik ist Mathematik für Philosophen. Es handelt sich um einen großangelegten Überblick über die wichtigsten mathematischen Disziplinen, die jeweils aus ihren axiomatischen Grundlagen abgeleitet dargestellt werden. Es sind damit mehrere spezifisch philosophische Themen angesprochen: Mathematik und ihre Anschauungsformen, Mathematik als Sprachspiel, Carnaps Quasianalyse, Kategoriale Strukturen in Sprache und Logik, Mereologie, Raumtheorie nach Whitehead, Kategoriale Semantik. Insgesamt geht es Kleinert darum zu zeigen, wie sich alle mathematischen Basisdisziplinen aus dem ableiten lassen, was er das „kategoriale System“ des Menschen nennt.
In weiteren mathematisch-philosophischen Aufsätzen entfaltet Kleinert seinen Begriff des kategorialen Systems weiter, wobei er immer wieder sowohl das Umfassende als auch die spezifische Begrenztheit mathematischen Denkens aufweist. So schreibt er in Mathematik, Schrift und Kalkül:
„Das Symbol war ja einmal ein Triumph des Geistes, der ihn emanzipierte von dem hic et nunc Vorfindlichen, indem er sich jederzeit Gegenstände vergegenwärtigen konnte, die nicht zugegen sind. Auf einer höheren Stufe nimmt jeder Kalkül dem Geist Kärrnerarbeit ab und setzt ihn frei für wesentlichere Aufgaben. Wo er freilich solche nicht sieht, wird nur die Kärrnerarbeit vermehrt; das erblühende Eigenleben der Kalküle lässt eher an den Zauberlehrling denken, dem der Besen in die Hände gefallen ist, der aber von einem Meister nichts mehr weiß; und man darf bezweifeln, dass sein Geist im Aufstieg zu Wesentlicherem begriffen ist.“
Mit solchen Reflexionen verweist Kleinert den mathematischen Hegemonieanspruch energisch in seine Grenzen und richtet den Blick auf ein Jenseits des mathematischen Denkens. Im Rahmen der Philosophie nimmt Kleinerts Theorie eine Außenseiterposition ein, insofern sie konsequent aus der Sicht des Mathematikers entwickelt wurde.
In Categories in Philosophy and Mathematics in Gibt es sicheres Wissen, Hg. Michael Rahnfeld, Leipziger Universitätsverlag, 2006, widmet sich Ernst Kleinert dem Begriff der Kategorie als philosophischem und mathematischen Terminus: Aristoteles und Kant untersuchten in ihren Kategorienlehren die universellen Strukturen des Urteilens und somit – in ontologischer Wendung – der Welt überhaupt; die mathematische Kategorienlehre handelt von den universellen Strukturen innerhalb der Mathematik, indem sie die allgemeinen Eigenschaften einer mathematischen Struktur hinsichtlich ihrer Beziehungen zu anderen Strukturen untersucht. Auf der Grundlage der Kategorienlehre skizziert Kleinert ein Programm für eine Philosophie der Mathematik.